# Rellotge de tir

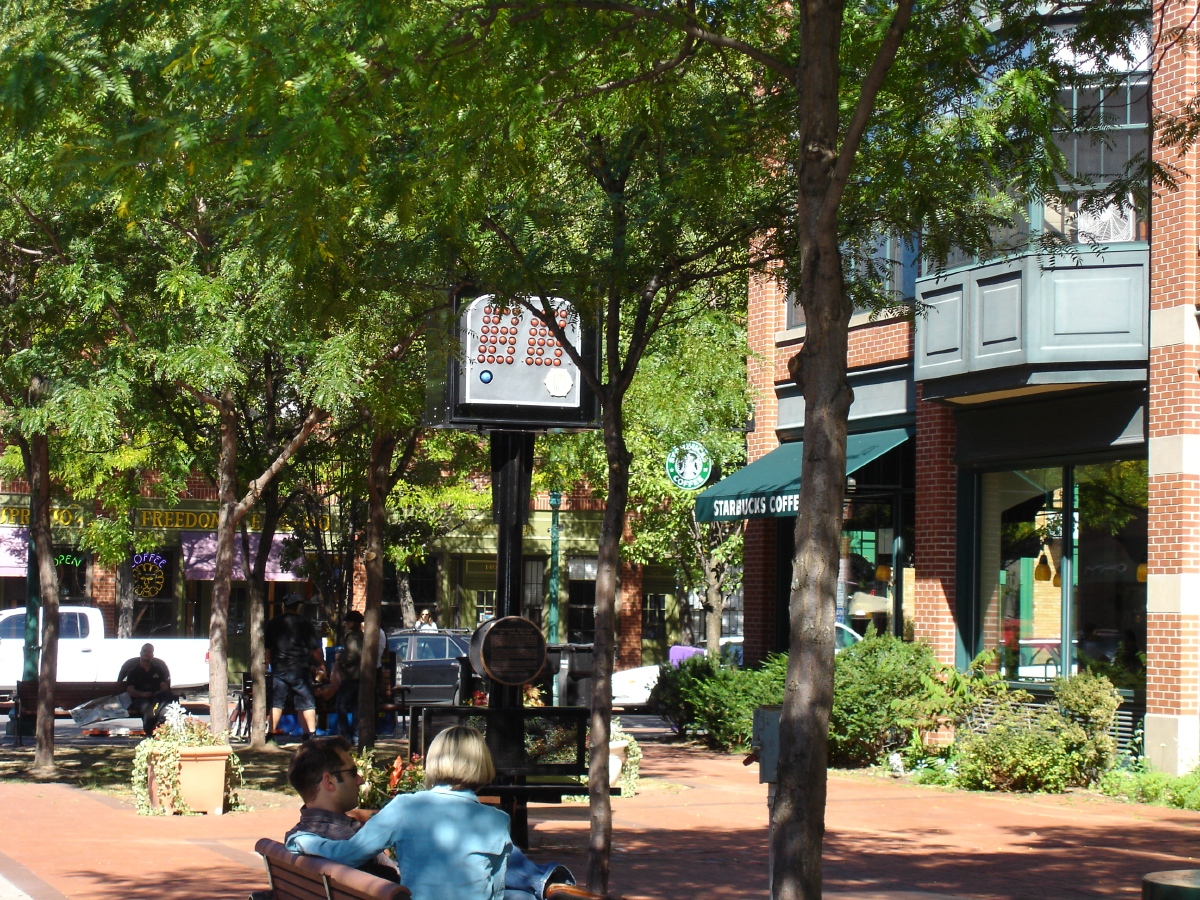
El monument al rellotge de tir a Siracusa (Nova York).

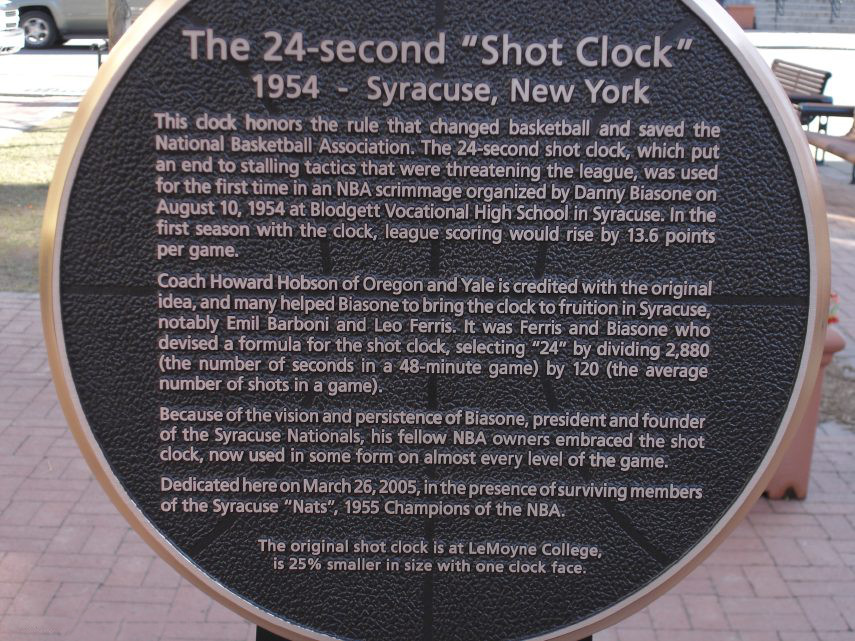
Detall del monument.

El rellotge de tir (en anglès Shot clock) es fa servir en el bàsquet, i en les competicions més importants (NBA i totes les FIBA) compta 24 segons i, per tant, també és anomenat rellotge de 24 segons. Va ser introduït inicialment a l'NBA el 1954 per incrementar la velocitat del joc i, conseqüentment, el tanteig final. L'equip atacant ha d'intentar un tir de camp abans que el temps s'acabi; en cas de no fer-ho, es considera una violació del reglament i en conseqüència la pilota és per l'equip rival.

## Història

### Antecedents
L'NBA tenia molts problemes per captar aficionats i cobertura televisiva abans de la introducció del rellotge de tir. Això era degut en bona part perquè els equips aguantaven la pilota una vegada estaven per davant en el marcador; sense el rellotge, els jugadors es podien passar la pilota durant tot el temps que volguessin amb total impunitat. L'altre equip, llavors, es veia obligat a fer faltes personals i enviar als jugadors rivals a la línia de tir lliure, i els partits es convertien en un espectacle molt avorrit pels aficionats. El cas més extrem va tenir lloc el 22 de novembre de 1950, quan els Fort Wayne Pistons van derrotar els Minneapolis Lakers per un resultat rècord de 19-18, incloent-hi un 3-1 en el quart quart. Unes setmanes més tard, els Rochester Royals i els Indianapolis Olympians van jugar un partit amb 6 pròrrogues on només es va llançar un tir de camp en cada una d'elles. L'NBA va intentar diversos canvis de regles al principi de la dècada de 1950 per augmentar la velocitat del joc i reduir les faltes abans de, finalment, adoptar el rellotge de 24 segons.

### Creació
Es va fer servir per primera vegada el 1054 a Siracusa (Nova York), on Danny Biasone, el propietari dels Syracuse Nationals, va experimentar l'ús d'un rellotge de tir en un partit amistós. D'acord amb Biasone:
| «               | Mirant estadístiques de partits que realment els espectadors gaudien, partits que no eren avorrits ni travats, vaig adonar-me que cada equip va fer uns 60 tirs a cistella; això vol dir 120 tirs per partit. Per tant, vaig agafar els 48 minuts de durada total (2.880 segons) i vaig dividir-ho per 120 tirs. El resultat ha estat de 24 segons per tir. | » |
| — Danny Biasone | |   |

Llavors Biasone va convèncer l'NBA d'adoptar el rellotge per la temporada 1954-55. Els Nationals van guanyar el campionat d'aquella temporada.

### Resultats
El conegut Bob Cousy va declarar "Crec que [el rellotge de tir] ha salvat l'NBA", l'entrenador i àrbitre Charley Eckman va dir "Danny Biasone ha salvat l'NBA amb la regla dels 24 segons", i el president de la lliga Maurice Podoloff va anomenar l'adopció del rellotge de tir "l'esdeveniment més important en la història de l'NBA". La mateixa NBA diu que "La invenció de Biasone va rescatar la lliga".
Quan el rellotge de tir va entrar en joc per primera vegada va posar tan nerviosos els jugadors que gairebé mai s'acabaven els 24 segons, ja que gairebé mai passaven dels 20 segons abans de tirar. D'acord amb l'estrella dels Syracuse Dolph Schayes, "Pensàvem que havíem de fer tirs ràpids - una passada i un tir- potser 8-10 segons... però mentre el joc va anar avançant ens vam adonar del gran invent d'en Danny - podies treballar amb la pilota per aconseguir un bon tir." El rellotge de tir, juntament amb alguns canvis de regles de faltes personals, van revolucionar immediatament el bàsquet de l'NBA. En l'última temporada sense el rellotge de 24 segons els equips van anotar una mitjana de 79 punts per partit; la següent temporada (1954-55) la mitjana va pujar a 93 punts per partit; quatre anys després ja estava a 107 punts.
Quan la rival American Basketball Association (ABA) fou formada el 1967 va utilitzar un rellotge de 30 segons, igual que la breu American Basketball League (ABL).

### Adopció per l'NCAA
Durant la temporada 1969-70 l'NCAA femenina va utilitzar un rellotge de tir de 30 segons de manera experimental. Es va fer oficial en l'NCAA femenina la temporada 1970-71. Pel que fa a l'NCAA masculina, es va introduir un rellotge de 45 segons a la temporada 1985-86, i a la 1993-94 es va reduir a 35 segons.

### Adopció per la FIBA
La FIBA i, per tant, totes les competicions associades com l'ACB van adoptar un rellotge de tir de 30 segons el 1956, i el 2000 el van rebaixar a 24 segons com el de l'NBA.

## Duració dels rellotges de tir
Aquesta és la duració del rellotge de tir en diferents competicions:
| Organització             | Duració      |
| ------------------------ | ------------ |
| NBA                      | 24 segons    |
| WNBA                     | 24 segons    |
| NCAA masculina           | 35 segons    |
| NCAA femenina            | 30 segons    |
| FIBA                     | 24 segons    |
| Instituts (Estats Units) | 35/30 segons |

Altres esports
| Esport    | Organització | Duració   |
| --------- | ------------ | --------- |
| Lacrosse  | MLL          | 60 segons |
| Lacrosse  | NLL          | 30 segons |
| Ringette  | N/A          | 30 segons |
| Waterpolo | FINA         | 30 segons |